# Ouhi Cha
Ouhi Cha (* 29. Juni 1945 in Busan) ist eine südkoreanische Malerin, Zeichnerin und Installationskünstlerin.
Ouhi Cha absolvierte von 1964 bis 1969 ein Studium der Malerei an der Chung-Ang Universität in Seoul. Ab 1977 reiste sie durch Europa und lebte zunächst in Paris, ab 1981 abwechselnd in Seoul und Berlin. 1985 nahm sie an einem Austauschprogramm des Deutschen Akademischen Austauschdienstes teil. Im gleichen Jahr hatte sie eine Ausstellung in der Staatlichen Kunsthalle Berlin, zu der im Verlag Kammerer und Unverzagt ein Katalog veröffentlicht wurde. Ebenfalls 1985 erschien der Gedichtband Ich fühle mich in Grenzen wohl von Sascha Anderson, Stefan Döring und Bert Papenfuß-Gorek mit Lithographien Chas. 2000 brachte Edition Raute zur gleichnamigen Ausstellung den Paperbackband Subtile Reisen zu Jacob Böhme heraus, der fünf Zeichnungen und eine Original-Lithographie Chas enthielt.
1996 erhielt Cha ein Stipendium des Berliner Kultursenators. 2001 war sie Preisträgerin des 12. Kunstpreises der Seok-Ju-Kulturstiftung (석주문화재단). In den folgenden Jahren hatte sie zahlreiche Ausstellungen in Galerien in Deutschland (Berlin, Düsseldorf, Dresden), Südkorea (Seoul, Busan) und Japan (Tokio, Kyoto). Ein Ölgemälde ohne Titel von ihr befindet sich in der Sammlung des Neuen Berliner Kunstvereins. In ihren Werken, die häufig bei reduzierter Farbigkeit von der Reduktion auf Symbolik und Kontrasten zwischen schwarz und weiß leben, verbindet sie die koreanische Tradition der Kalligraphie mit Einflüssen der westeuropäischen Moderne. Mitunter verwendet sie Fundstücke als Material für Bildobjekte und Rauminstallationen (u. a. Stray Thoughts on Sail, Öl auf Leinwand, 1992 und 1999; Sail as a Wing, Collage auf Papier, 2010 sowie La boîte de la mémoire, Installation, 2010).

## Quelle
- Biographie Ouhi Cha (Memento vom 20. Mai 2014 im Internet Archive)